# أوغي أوير
أوغي أوير (بالإنجليزية: Augie Auer)‏ هو عالم أرصاد نيوزيلندي، ولد في 10 يونيو 1940 في سانت لويس في الولايات المتحدة، وتوفي في 10 يونيو 2007 في ملبورن في أستراليا.